# Бу Синґван
Бу Синґван (кор.: хангиль: 부승관; нар. 16 січня 1998, Пусан, Південна Корея), більш відомий під своїм сценічним псевдонімом Синґван, — південнокорейський співак та артист, який виступає під лейблом Pledis Entertainment. Він є учасником південнокорейського хлопчачого гурту Seventeen й входить до Вокального юніту. Він також входить до складу спеціального підрозділу BSS разом з Хоші та Докьомом. Окрім діяльності в гурті, Синґван також відомий в індустрії розваг, завдяки своїй активній участі в корейських естрадних шоу, наприклад Unexpected Q, Prison Life of Fools та Idol Dictation Contest.

## Раннє життя
Синґван виріс у Чеджу, Південна Корея. У дитинстві він брав участь у дитячих пісенних фестивалях, що проводилися в його школі, де вчителька записала його виступ та виклала в мережу. Пізніше, це відео призвело до того, що в червні 2012 року Синґван пройшов кастинг у Pledis Entertainment. Синґван відвідував англ. Seoul Broadcasting High School, з якої випустився у 2016 році.

## Кар'єра

### 2015–донині: Дебют з Seventeen та сольна діяльність
26 травня 2015 року Синґван дебютував з мініальбомом 17 Carat, як учасник південнокорейського хлопчачого гурту Seventeen. У 2018 році Синґван випустив сингл «Kind of Love» для саундтреку до серіалу Mother. Разом з колегами по гурту, Хоші та ДК, Синґван приєднався до юніту BSS, або BooSeokSoon, що є спільним прізвиськом для всіх трьох учасників гурту. 21 березня гурт випустив свій дебютний сингл «Just Do It». Того ж року Синґван пройшов кастинг на ток-шоу Unexpected Q. Він отримав нагороду «Rookie (Music and Talk)» на церемонії MBC Entertainment Awards 2018.
У 2019 році Синґван пройшов кастинг на участь у Prison Life of Fools та ток-шоу Five Cranky Brothers. 7 вересня 2020 року він випустив сингл «Go» як саундтрек серіалу Record of Youth. 29 січня 2021 року Синґван взяв участь у записуванні саундтреку «The Reason» до серіалу Lovestruck in the City. Разом з Кан Ходоном та Інхеком з Super Junior, він пройшов кастинг на участь у телевізійному шоу Job Dongsan, а також у конкурс Idol Dictation Contest. Пізніше він з'явився в новому ТВ шоу про бадмінтон на каналі tvN Racket Boys разом з олімпійським чемпіоном О Сан Уком, Чан Сонкю, Ян Сечаном та іншими. У січні 2022 року Синґвана нагородили нагородою «Male Idol Entertainer» на церемонії Korea First Brand Awards 2022.

## Фільмографія

### ТВ шоу
| Рік  | Назва                    | Роль          | Нот.           | Прим.  |
| ---- | ------------------------ | ------------- | -------------- | ------ |
| 2018 | Unexpected Q             | Учасник касту |                | [ 7 ]  |
| 2019 | Prison Life of Fools     | Учасник касту |                | [ 10 ] |
| 2019 | Five Cranky Brothers     | Учасник касту |                | [ 11 ] |
| 2021 | Job Dongsan (Job Estate) | Учасник касту |                | [ 13 ] |
| 2021 | Racket Boys              | Учасник касту | З 1–12 епізод. | [ 15 ] |

### Веб шоу
| Рік  | Назва                  | Роль          | Нот.    | Прим.  |
| ---- | ---------------------- | ------------- | ------- | ------ |
| 2021 | Idol Dictation Contest | Учасник касту | 1 сезон | [ 14 ] |
| 2023 | The Devil's Plan       | Учасник касту |         | [ 17 ] |

## Дискографія

### Саундтреки
| Назва          | Рік  | Альбом                             |
| -------------- | ---- | ---------------------------------- |
| «Kind Of Love» | 2018 | Mother OST                         |
| «Go»           | 2020 | Record of Youth OST                |
| «Reason»       | 2021 | Lovestruck in the City OST         |
| «Pit a Pat»    | 2022 | Link: Eat, Love, Kill OST          |
| «Still You»    | 2023 | Романтичний лікар, вчитель Кім OST |

## Нагороди на номінації
| Церемонія                | Рік  | Категорія                     | Номіновано                        | Результат | Прим.  |
| ------------------------ | ---- | ----------------------------- | --------------------------------- | --------- | ------ |
| Korea First Brand Awards | 2022 | Male Idol Entertainer         | Boo Seung-kwan                    | Перемога  | [ 16 ] |
| MBC Entertainment Awards | 2018 | Rookie Award (Music and Talk) | King of Mask Singer, Unexpected Q | Перемога  | [ 8 ]  |

## Нотатки
1. ↑  Hosted by the Korea Consumer Brand Committee and supervised by the Korea Consumer Forum, the Korea First Brand Awards selects promising brands that will lead the year and bases its winners on consumption trend analysis, extensive nationwide consumer surveys, and evaluation and deliberation by experts.[20]